# Árvore da Vida (Cabala)

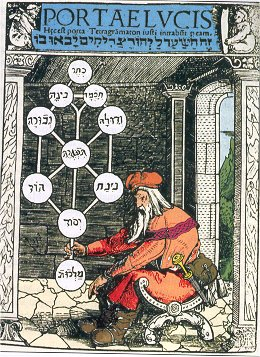
A árvore da vida

A Árvore da Vida é um sistema cabalístico hierárquico em forma de árvore, que é dividida em dez partes, ou dez frutos. Esses frutos têm sentido ambíguo, podendo eles ser interpretados tanto como estado do todo, do universo, como podem ser lidos como estados de consciência. Ou seja, podem ser lidos tanto microcosmicamente, do ponto de vista do homem, como macrocosmicamente, ou seja, do ponto de vista do universo em geral. Macrocosmicamente, a Árvore deve ser lida de cima para baixo, e microcosmicamente, deve ser lida de baixo para cima. Macrocosmicamente, a Árvore começa em Kether, que é a centelha divina, a causa primeira de todas as coisas, e desce na árvore tornando-se coisa cada vez mais densa. Esse é o método cabalista de explicar a criação do mundo, e contrasta com o método científico do mesmo. A última sephirah é Malkuth, a matéria densa, o último estado das coisas. Microcosmicamente, subindo na Árvore, partindo de Malkuth, o homem aproxima seu estado de consciência elevando-se cada vez mais próximo de Kether. Então, a Árvore da Vida tanto pode ser usada para explicar a criação do Universo, como para hierarquizar o processo evolutivo do homem. Por isso, a Árvore da Vida é usada como referência em várias ordens de magia, para classificar seus graus.

## Divisões da Árvore
A Árvore é dividida em quatro diferentes planos:
- Atziluth, o Mundo das Emanações: Nessa esfera, Deus age diretamente, e não através de seus ministros, que são os anjos. Essas sephiroth são: Kether, Chokmah e Binah
- Beriah, ou Briah, o Mundo das Criações: Esse mundo já é tão denso que Deus não age mais diretamente sobre ele, suas vontades são cumpridas por poderosos Arcanjos. Essas sephiroth são: Chesed, Geburah e Tiphareth.
- Yetzirah, o Mundo das Formações: Nesse mundo, assim como em Briah, Deus não age diretamente, mas age através de diversos coros angélicos, que realizam sua vontade. Essas sephiroth são: Netzach, Hod e Yesod.
- Asiyah, ou Assiah,  o Mundo das Ações. Nesse mundo, só há uma sephirah: Malkuth.

A Árvore da Vida também é dividida em três colunas. A da esquerda é conhecida como pilar da severidade, é o pilar feminino; a da direita é o pilar da misericórdia, é o pilar masculino; e o pilar central é o pilar do equilíbrio, contrastando as emanações dos pilares direito e esquerdo. É de se estranhar, de início, que o pilar da severidade seja o feminino, e o pilar da misericórdia seja o masculino. Isso é porque a força feminina é repressora, como o útero reprime a criança na barriga da mãe, e a força masculina é explosiva, logo, tende a ser uma força menos repressora e mais liberal.
A árvore também pode ser dividida em duas partes horizontais pela sephirah Tiphareth. As quatro sephiroth abaixo de Tiphareth são o microcosmo, o mundo inferior, o Eu Inferior. E as quatro sephiroth acima de Tiphareth são o macrocosmo, o mundo superior, o Eu Superior, sendo Kether a centelha divina.
A Árvore também pode ser dividida em duas partes horizontais pela falsa sephirah Daath. As sephiroth abaixo de Daath são conhecidas como Microprosopos, ou seja, são o Universo Manifesto. E as sephiroth acima de Daath são o Macroprosopos, ou Universo Imanifesto.

## Sephiroth
A sequência das sephiroth na Árvore se dá pelo movimento do Relâmpago Brilhante. Sua sequência é a seguinte:

### Kether - Coroa
Kether se situa na posição central superior da árvore. É a coroa. É o potencial puro das manifestações que acontecem nas outras dimensões. Representa a própria essência, atemporal e livre. É a gênese de todas as emanações canalizadas pelas outras Sephiroth.

### Chokmah - Sabedoria
Chokmah se situa no topo da coluna direita, o pilar da misericórida, é conhecido como Abba, o grande Pai. É a sabedoria. Chokmah é a energia pura ainda não materializada. Tem carater masculino e infinitamente expansivo. É o salto quântico da intuição, que deriva as manifestações artísticas. Analogamente, é o lado direito do cérebro, onde flui a criatividade e o mundo das ideias.

### Binah - Entendimento
Binah se situa no topo da coluna esquerda, o pilar da severidade, é conhecida também como Amma, a grande Mãe. É o entendimento. Binah foi a primeira manifestação da forma sobre a força (Chokmah). Ela fez com que a força infinita de Chokmah se tornasse limitada, e com isso, equilibrando-se reciprocamente com ele. É a lógica que dá definição à inspiração e energia ao movimento. Analogamente, é o lado esquerdo do cérebro, onde funciona a razão, organizando o pensamento em algo concreto.

### Chesed - Misericórdia
Chesed se situa abaixo de Chokmah. É a misericórdia. Representa o desejo de compartilhar incondicionalmente. Representa a vontade de doar tudo de si mesmo e a generosidade sem preconceitos, a extrema compaixão.

### Geburah - Julgamento
Geburah se situa abaixo de Binah. É o julgamento. Representa o desejo de contenção e de questionador de impulsos. Canaliza sua energia por meio de objetivos, com o intuito de superar obstáculos e transformar a própria natureza.

### Tipareth - Beleza
Tiphareth se situa abaixo e entre Chesed e Geburah. É a beleza. Transforma em beleza Chokmah, Binah e Kether. A sabedoria e o entendimento, com a luz do conhecimento. Representa a divisão da árvore em o microcosmo, o mundo inferior, o Eu Inferior. E as quatro sephiroth acima de Tiphareth são o macrocosmo, o mundo superior, o Eu Superior, sendo Kether a centelha divina..

### Netzach - Vitória
Netzach se situa abaixo de Chesed. É a vitória. Netzach é a energia dos sentimentos. Existe a vontade de reciprocidade, a busca pelo próximo e a superação dos próprios limites, propagando o pensamento eterno. Funciona como o princípio fertilizador do espermatozóide masculino.

### Hod - Esplendor
Hod se situa abaixo de Geburah. É o esplendor. Hod representa o pensamento concreto. É um canal de aprimoramento interno, de identificação com próximo, sendo uma forma de aceitação do pensamento, de reconhecimento. Funciona como o princípio receptivo do ovócito feminino.

### Yesod - Fundamento
Yesod se situa abaixo e entre Netzach e Hod. É o fundamento. Yesod representa o Plano Astral. Funciona como um reservatório onde todas as inteligências emanam seus atributos que são misturados, equilibrados e preparados para a revelação material. É compilação das oito emanações.

### Mal'hut - Reino
Mal'hut se situa na posição central inferior da árvore. É o reino. Representa o mundo físico, onde é revelado o material compilado das oito emanações. É o canal da manifestação, desejando a recepção das sephiroth. É a distância de Kether que provoca esse desejo, criando a sensação de falta.

### Daath - Conhecimento
Daath se situa abaixo e entre Chokmah e Binah. É o conhecimento. Representa uma falsa sephirah porque não é uma emanação independente como as outras dez. Ela depende de Chokmah e Binah. Também é considerada como a imagem de Tipareth. É o abismo, o caos aleatório do pensamento.

## Características da Árvore
Sendo as sephiroth do pilar da severidade muito femininas e as sephiroth do pilar da misericórdia muito masculinas, não existiria estabilidade no universo sem o pilar central, que age como o mediador entre eles. Dessa forma, a junção entre Geburah e Chesed gerou Tiphareth. E a junção entre Hod e Netzach gerou Yesod. Logo, Binah é o oposto de Chokmah, assim como Geburah é o oposto de Chesed, e Hod, o oposto de Netzach. Em verdade, cada linha horizontal da Árvore é emanada pela linha horizontal que lhe é superior, e emana a linha horizontal que lhe é inferior. Logo, Kether emana tudo, mas não recebeu emanação de nada, e Malkuth não emana nada, mas recebeu emanação de tudo, sendo essas emanações sempre de cima para baixo.
Cada sephirah tem suas correspondências astrológicas, com deuses pagãos, com pedras, plantas e etc. Por exemplo, Geburah é a sephirah da severidade, da justiça, logo, tem correspondência com Marte, planeta relacionado pela astrologia com a guerra. Sua divindades correspondentes são todos os deuses pagãos relacionados à justiça e à guerra. Já Netzach é da esfera de Vênus, por sua natureza emocional.

## Magia
Dentro de alguns sistemas de magia, cada sephirah, de baixo para cima, corresponde a um grau em uma escala evolutiva. Esse sistema se tornou muito conhecido por ser utilizado dentro da Ordem Hermética da Aurora Dourada (Golden Dawn, G.D., G.:.D.:.) e pela Astrum Argentum (A.:.A.:.). Malkuth é o primeiro grau, o adepto dessa sephirah é conhecido como Neófito ou Probacionista. Depois que ele cruzar o caminho que leva de Malkuth a Yesod, o iniciado passará para o grau de Zelator, 2º=9º, e assim sucessivamente. Os graus são Neófito (1º=10º), Zelator (2º=9º), Practicus (3º=8º), Philosophus (4º=7), Adeptus Minor (5º=6º), Adeptus Major (6º=5º), Adeptus Exemptus (7º=4º), Magister Templi (8º=3º), Magus (9º=2º) e Ipíssimus (10º=1º). Esse é o sistema da A.:.A.:., que é baseado na Árvore da Vida Cabalística. O Sistema da G.:.D.:. é semelhante a esse.